# Gauche révolutionnaire (1935-1938)
La Gauche révolutionnaire, GR, (la traducció podria ser «esquerra revolucionària» o es podria nomenar també com «revolucionària d'esquerra») va ser una tendència d'opinió entre 1935 i 1938 dins la Secció Francesa de la Internacional Obrera (SFIO, parti socialiste).
Va ser fundada el 1935 pels sectors més esquerrans de la SFIO, agrupats al voltant de Marceau Pivert. La Gauche révolutionnaire va comptar amb majoria de suport a la federació del departament francès del Sena, la més important del partit. El corrent, cada vegada més oposat a la política de la direcció del partit, finalment es va escindir al juny de 1938 i la majoria dels seus membres van fundar el Parti socialiste ouvrier et paysan (PSOP).
La Gauche révolutionnaire va editar un butlletí amb el mateix nom, destinat als membres de la SFIO, i diverses publicacions d'actualitat: Masses,  Le Drapeau rouge  (presentat com "organe du socialisme révolutionnaire ") i  Les Cahiers rouges .